# Поток-Гурны
Поток-Гурны (пол. Potok Górny) — деревня в Билгорайском повете Люблинского воеводства Польши. Административный центр гмины Поток-Гурны. Находится примерно в 21 км к юго-западу от центра города Билгорай. По данным переписи 2011 года, в деревне проживало 1296 человек.
В 1975—1998 годах деревня входила в состав Замойского воеводства.

## География
Поток-Гурны находится в юго-западной оконечности Билгорайского повета и одновременно Люблинского воеводства, на территории Тарногродского плато, на реке Боровина. Недалеко от деревни проходит воеводская дорога № 863 Кшешув — Цешанув. Ближайший город -Тарногруд — расположен на расстоянии около 15 км.

## История
В шестнадцатом веке Поток-Гурны назывался Дзевичий Поток (пол. Dziewiczy Potok) и входил к Крешовское староство в Перемышльской земле (Русское воеводство). В 1588 году он оказался в поместьях Яна Замойского, а затем в Ординации Замойских, где в 1792 году стал центром ключа, получив имя Поток Ордынацкий (пол. Potok Ordynacki). В архивных записях существовало разделение на Верхний Поток (пол. Potok Górny) и Нижний Поток (пол. Potok Dolny). Вскоре это первое название закрепилось за всей деревней. Во времена Варшавского герцогства и Царства Польского деревня находилась в пределах Тарногродского повета (до 1842 г.). В 1867 году она отправилась в гмину Кшешов в Билгорайском уезде. Лишь в 1973 году Поток стал столицей независимой гмины.
Из-за того, что большую часть своего существования, деревня располагалась вдали от магистральных путей, её как правило обходили стороной военные действия. К концу восемнадцатого века деревня была уничтожена эпидемией холеры — её наибольшая тяжесть пришлась на 1777 год, когда, по оценкам, число жителей уменьшилось вдвое. Поток-Гурны и его окрестности, рядом с деревней Бабице, имели наибольшую в Белгорайском повете численность православного населения.
17 декабря 1943 года польское подполье убило в Потоке Гурном Дмитрия Бонна, Екатерину Бонна, Миколу Яцечко и Ивана Ячечко. В отместку 19 декабря 1943 года украинские отряды под командованием Владимира Дармохвала, украинские полицаи из участков в Потоке-Гурном, Бищи, Курылувке, Герцогполе, Тарногороде, Дзикове и Цеплице вместе с отрядом немецкой жандармерии убили 19 жителей деревни и ещё десяток человек в Загрудках и Домбрувке. Тогда погиб также ксёндз Блажей Новосад, который отказался покидать прихожан, несмотря на предупреждения о приближении украинского отряда. В 1944 отряды Армии Крайовой и Крестьянских батальонов организовали в Потоке-Гурном ответную акцию.

## Население
Демографическая структура по состоянию на 31 марта 2011 года:
|         | Всего | До трудоспособного возраста | Трудоспособного возраста | Старше трудоспособного возраста |
| ------- | ----- | --------------------------- | ------------------------ | ------------------------------- |
| Мужчины | 661   | 122                         | 462                      | 77                              |
| Женщины | 635   | 114                         | 365                      | 156                             |
| Всего   | 1296  | 236                         | 827                      | 233                             |